# Kehr (Pharmagroßhändler)
Kehr ist eine mittelständische Unternehmensgruppe im deutschen Pharmagroßhandel mit Hauptsitz in Braunschweig. Zentrale Gesellschaft der Gruppe ist die Richard Kehr GmbH & Co. KG Pharmazeutische Großhandlung. Die Ursprünge des Unternehmens reichen bis in die 1920er Jahre zurück. Heute beliefert die Kehr-Gruppe rund 1200 Apotheken in Nord- und Ostdeutschland mit Produkten der Pharmahersteller, beschäftigt etwa 400 Mitarbeiter und erwirtschaftet einen Jahresumsatz von rund 800 Millionen Euro.

## Geschichte

### Gründung und frühe Jahre in Halberstadt

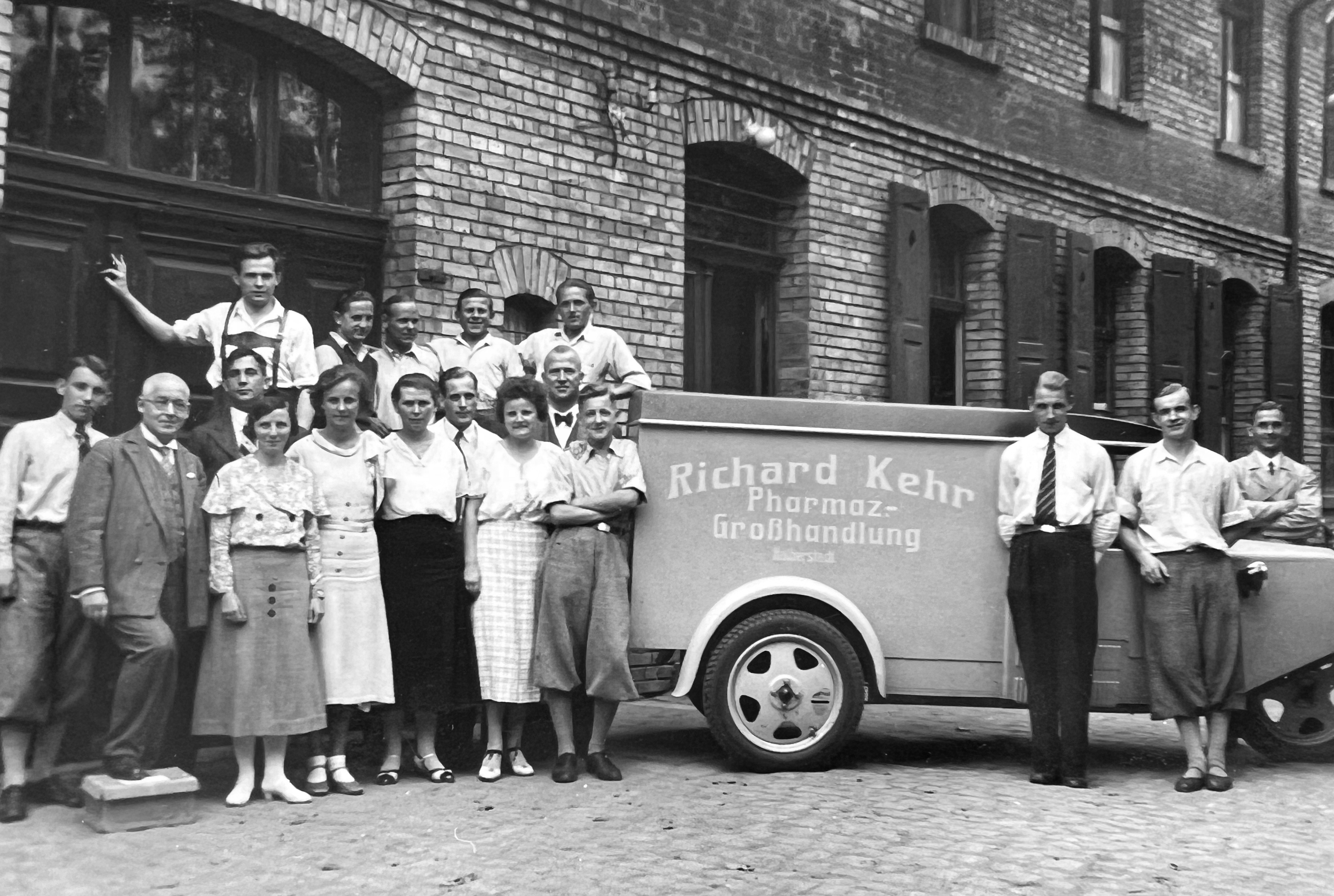
Belegschaft der Firma Kehr mit erstem Lieferfahrzeug, Halberstadt, 1937.

Die heutige Kehr-Gruppe geht auf die Gründung eines pharmazeutischen Großhandels durch Richard Kehr im Jahr 1924 in Halberstadt zurück. Er stieg in das Unternehmen Johanna Azalino ein, das unter anderem Schmerzmittel und Fußpflegeprodukte herstellte. Kehr konzentrierte sich zunehmend auf den Großhandel mit Arzneimitteln. 1932 übernahm er die übrigen Anteile an der Kommanditgesellschaft und firmierte das Unternehmen unter seinem eigenen Namen um.

### Neuanfang und Etablierung in Braunschweig
Im Zweiten Weltkrieg wurde der Betrieb durch die Luftangriffe auf Halberstadt vollständig zerstört. Nach Kriegsende bereitete Richard Kehr aufgrund der drohenden Enteignung in der sowjetischen Besatzungszone die Gründung eines neuen Standorts in Westdeutschland vor. 1945 wurde in Braunschweig im Bunker Melverode ein erstes Auslieferungslager eingerichtet. Unter der Leitung seines Sohnes Friedrich Wilhelm Kehr entwickelte sich Braunschweig in den folgenden Jahren zum Hauptsitz des Unternehmens. Nach dem Umzug in ein Gebäude in der Broitzemer Straße (1949) und in der Blumenstraße (1955) begann die Belieferung von Apotheken in ganz Niedersachsen. Bis 1994 wuchs die Belegschaft auf 250 Mitarbeitende, der Umsatz erreichte mehr als 250 Millionen D-Mark.

### Logistischer Ausbau und Expansion seit den 1980er Jahren

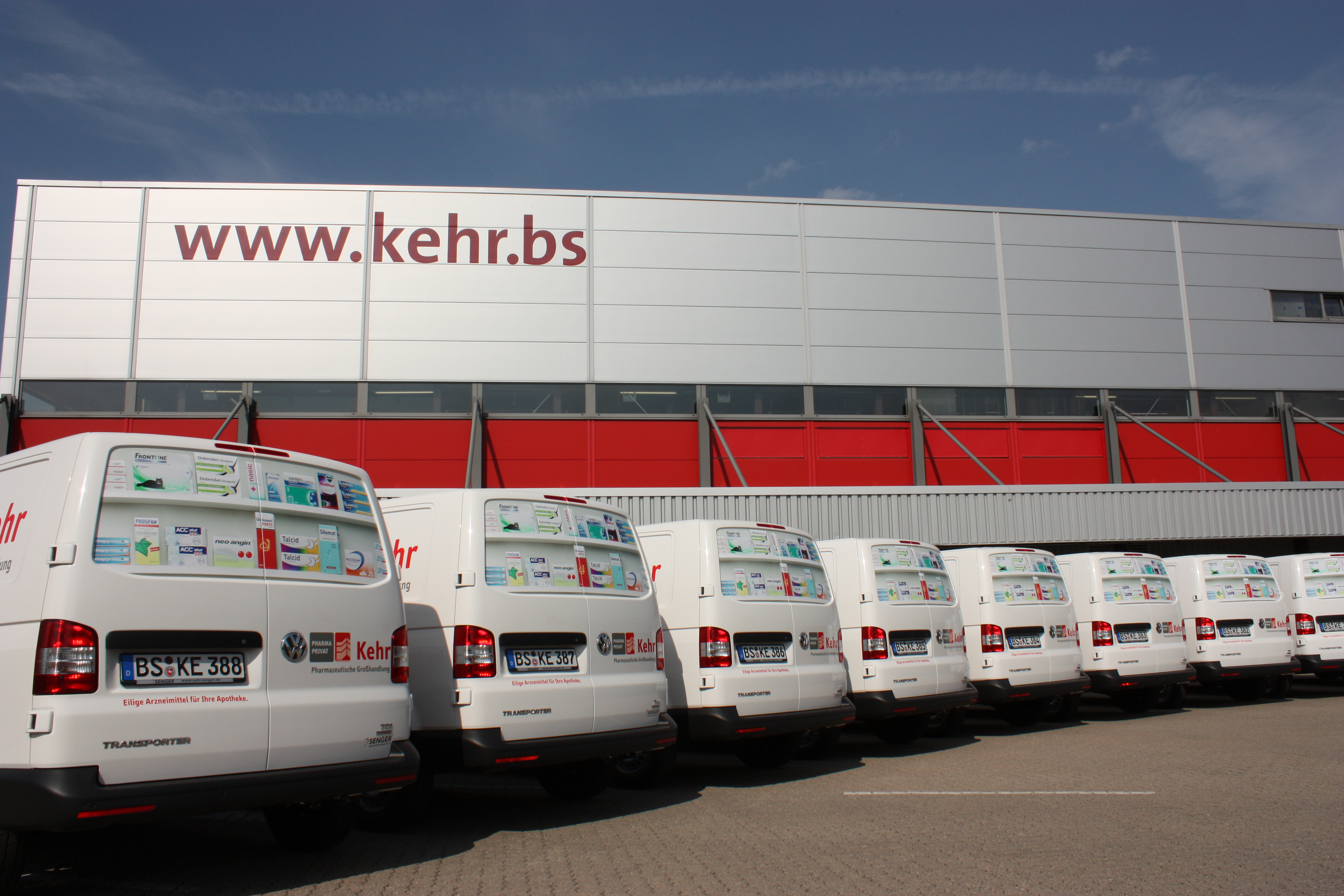
Unternehmenssitz und Fahrzeugflotte der Richard Kehr GmbH & Co. KG am zentralen Standort Braunschweig.

In diesen Jahren festigte das Unternehmen unter der Leitung von Ulrich und Hanns-Heinrich Kehr, der dritten Generation der Inhaberfamilie, seine Position als einer der größten privat geführten Pharmagroßhändler in Deutschland. 1984 hatte dazu der Bau eines neuen Logistikzentrums an der Sudetenstraße in Braunschweig auf einem Grundstück von rund 13.000 Quadratmetern begonnen. Die Betriebsstätte wurde noch im selben Jahr bezogen und umfasste eine Lagerkapazität von rund zwei Millionen Arzneimittelpackungen. Nach der Wiedervereinigung nahm Kehr die Belieferung von Apotheken im früheren Stammgebiet in Ostdeutschland wieder auf. Um die gestiegene Nachfrage logistisch bewältigen zu können, wurde die Lagerfläche am Standort Braunschweig durch den Erwerb eines 7.500 Quadratmeter großen Grundstücks von der Stadt vergrößert.

## Geschäftstätigkeit und Versorgungsgebiet
Die Kehr-Gruppe beliefert Apotheken mit einem Sortiment von über 100.000 Artikeln, darunter verschreibungspflichtige Medikamente, rezeptfreie Arzneimittel und apothekenübliche Waren. Rund 1.200 Apotheken in Niedersachsen, Berlin, Brandenburg, Sachsen, Sachsen-Anhalt, Hessen, Nordrhein-Westfalen und Bremen werden aus drei Logistikzentren in Braunschweig, Dessau und Berlin/Ludwigsfelde versorgt. Bestellungen werden automatisiert kommissioniert und ausgeliefert. Tägliche Mehrfachbelieferungen und nächtliche Auslieferungen ergänzen das logistische Angebot.

## Unternehmensstruktur und Kooperationen
Als Hauptgesellschaft koordiniert die Richard Kehr GmbH & Co. KG die Unternehmensgruppe und beliefert Apotheken in Niedersachsen und Sachsen-Anhalt. Weitere Gesellschaften innerhalb der Gruppe sind die Kehr Holdermann GmbH & Co. KG sowie die Kehr Berlin GmbH & Co. KG, die regionale Aufgaben in der Belieferung der Apotheken übernehmen. Die Kehr Holdermann GmbH & Co. KG geht auf die 1990 von der Familie Holdermann gegründete Arzneimittel-Großhandlung in Dessau zurück, die als erste vollversorgende Großhandlung der neuen Bundesländer gilt. Im Jahr 2003 übernahm die Richard Kehr GmbH & Co. KG die Mehrheitsanteile. Im Jahr 2013 erweiterte die Unternehmensgruppe ihre Struktur um die Kehr Berlin GmbH & Co. KG mit Sitz in Ludwigsfelde.
Die Kehr-Gruppe ist Mitbegründer der Pharma Privat GmbH, einer Kooperation inhabergeführter Pharmagroßhändler, die unter anderem in den Bereichen Einkauf und Vertrieb zusammenarbeiten. Neben den drei Gesellschaften der Kehr-Gruppe gehören die Max Jenne Arzneimittel-Großhandlung KG aus Kiel, die Otto Geilenkirchen GmbH & Co. KG Pharma-Großhandel aus Aachen und die C. Krieger & Co. Nachfolger GmbH & Co. KG aus Koblenz zu den Mitgliedern.

## Rolle in der COVID-19-Pandemie
Während der COVID-19-Pandemie war die Kehr-Gruppe an der Verteilung der Impfstoffe an Apotheken und impfende Ärzte beteiligt. Sie übernahm die Lagerung, Kommissionierung und Auslieferung der Impfstofflieferungen im zugewiesenen Vertriebsgebiet. Die Organisation der Logistik erfolgte nach den Vorgaben des Bundesministeriums für Gesundheit.

## Engagement
Gemeinsam mit den Niedersächsischen Landesforsten rief die Kehr-Gruppe 2019 den Apothekenwald ins Leben. Ziel des Projekts ist es, Waldschäden im Harz durch die Pflanzung eines klimaresilienten Mischwalds auszugleichen. Bis Ende 2022 wurden auf einer Fläche wenige Kilometer westlich von Bad Harzburg rund 39.000 Bäume gepflanzt. Für ihr Engagement wurde die Kehr-Gruppe im selben Jahr für den Deutschen Nachhaltigkeitspreis in der Kategorie „Local Heroes“ nominiert. Mitte 2025 lag die Zahl der gepflanzten Setzlinge laut dem öffentlich einsehbaren Baumzähler auf der Projektseite bei über 67.000.